# Municipio de San Juan Atepec
El municipio de San Juan Atepec (del náhuatl: acatl, tepetl ‘agua, cerro’‘Cerro donde abunda el agua’) es uno de los 570 municipios que conforman al estado mexicano de Oaxaca. Pertenece al distrito de Ixtlán, dentro de la región sierra norte. Su cabecera es la localidad de San Juan Atepec.

## Geografía
El municipio abarca 57.85 km² y se encuentra a una altitud promedio de 2000 m s. n. m., oscilando entre 3100 y 1200 m s. n. m.

## Datos cronológicos
| Fecha               | Evento                                                 |
| ------------------- | ------------------------------------------------------ |
| Siglo XIII          | Los primeros pobladores llegaron de La dú              |
| 1444                | Se fundó el Pueblo.                                    |
|                     | Establecimiento en Laa-Duu durante 50 años.            |
| 1476                | Establecimiento en Yeesii Tinni                        |
| Fines del siglo XIX | Establecimiento en el sitio actual                     |
| 1490                | Llegada del Rey Azteca, nombró Atepec al Pueblo        |
| Fines del siglo XIV | Construcción del Templo Católico                       |
| 1703                | Expedición de títulos                                  |
| 1912                | Derrota de Ixtepeji en la Revolución                   |
| 1921                | Falsificación de documentos por parte de Ixtlán        |
| 1955                | Explotación forestal clandestina por parte de FAPATUX  |
| 1957                | Construcción de la carretera federal Oaxaca – Tuxtepec |
| 1958                | Llegada de la fábrica de papel Tuxtepec                |
| 1960                | Inicia a operar el teléfono rural                      |
| 1960-61             | Introducción del agua potable                          |
| 1962-63             | Construcción del ramal (camino) a Atepec               |
| 1962-1963           | Construcción de la escuela primaria                    |
| 1965                | Construcción del centro de Salud                       |
| 1965                | Construcción del camino ramal a Atepec                 |
| 1968                | Canalización de agua potable                           |
| 1969                | Construcción del Centro de Salud                       |
| 1969                | Introducción de la energía eléctrica                   |
| 1969 a 1971         | Se instala y opera la Misión Cultural                  |
| 1973                | Construcción del Kinder                                |
| 1977                | Inicia la construcción del Palacio Municipal           |
| 1977                | Opera el primer carro propiedad del Pueblo             |
| 1980                | Se inicia la construcción de la escuela Telesecundaria |
| 1981                | Salida de la Fábrica de papel Tuxtepec                 |
| 1982                | Se concluye la escuela telesecundaria                  |
| 1985                | Deja de funcionar el teléfono rural                    |
| 1987                | Concluye la construcción del Palacio Municipal .       |
| 1990                | Inicia la construcción del Auditorio Municipal         |
| 1991                | Apertura del Circuito                                  |
| 1992                | Concluye la construcción del Auditorio Municipal       |
| 1993                | Compra del primer autobús del Pueblo                   |
| 2002                | Instalación del drenaje sanitario                      |
| 2004                | Inicia clases el TEBAO                                 |
| 2004                | Introducción del teléfono                              |
| 2005                | Dotación del módulo de maquinaria                      |
| 2007                | Se construyen aulas para el IEBO                       |
| 2007-2008           | Inicia el proyecto ecoturístico                        |
| 2008 y 2009         | Construcción de cabañas ecoturísticas                  |
| 2010                | Inauguración del Parque Bicentenario                   |

## Demografía
De acuerdo al último censo, realizado por el INEGI en 2010, en el municipio habitan 1517 personas, repartidas entre 4 localidades.